# Каумуалии
Каумуалии — последний известный независимый правитель острова Кауаи. Правил в 1795—1821 годах.
Формально признал власть короля всех Гавайских островов ещё в 1806 г., однако до конца правления проявлял желание отстоять независимость острова, опираясь то на Российско-Американскую Компанию, то на бостонских торговцев.
Первый раз вступил в контакт с русскими с корабля «Нева», который под командованием капитана Лисянского в 1804 г. побывал на острове Кауаи. В разговорах с капитаном просил защиты от своего соперника по объединению Гавайских островов — Камеамеа I.
По свидетельствам Лисянского[уточнить] король Каумуалии владел английским языком.
После того, как в конце января 1815 г. у берегов Кауаи потерпел крушение корабль «Беринг» (капитан Джеймс Беннет), находившийся там по поручению А. А. Баранова для покупки продовольствия корабль, вместе с грузом, который оценивался в 100 тыс. рублей, был захвачен королём Каумуалии и местными жителями. Эти обстоятельства послужили поводом для отправки на Гавайи осенью 1815 г. доктора Георга Шеффера (1779—1836).
Шеффер, вопреки стараниям американцев очернить его миссию, добился расположения короля. Каумуалии обязался не только возвратить спасённую часть груза «Беринга», но и предоставить Российско-американской компании монополию на торговлю сандаловым деревом. А 21 мая (2 июня) 1816 г. Каумуалии подписал прошение о протекторате Российской империи, переданное через Георга Шеффера императору Александру I, в удовлетворении которого, впрочем, позже было отказано.
Причиной такой доброжелательности был расчёт на помощь россиян в борьбе с Камеамеа I, обещанную Шеффером. Однако Каумуалии не знал, что представитель РАК действует исключительно по собственной, не согласованной с правительством, инициативе. И когда через год это стало слишком явно для короля, Шефферу пришлось навсегда покинуть Кауаи.
Расчёт Каумуалии на американцев тоже не оправдался.
В октябре 1821 г. новый король Лиолио, наследовавший Камеамеа I под именем Камеамеа II, посетил столицу острова Кауаи — Ваимеа — и похитил поднявшегося на его корабль Каумуалии под предлогом прогулки. После похищения Каумуалии был помещён под домашний арест в королевской резиденции на острове Мауи в бухте города Лахаина. Фактически, несмотря на то что за Каумуалии были формально признаны все его титулы, с этого момента Кауаи перешёл под власть Лиолио.
Впоследствии Каумуалии стал мужем регентши Камауману, мачехи Лиолио.